# Théodoret de Cyr
Théodoret de Cyr, né vers 393 et mort vers 458, est un évêque, théologien et historiographe chrétien de langue grecque. Du point de vue théologique, il se rattache à l'École d'Antioche. Il est, avec Eusèbe de Césarée, Sozomène, Socrate le Scolastique et Évagre le Scholastique, l’un des principaux historiens ecclésiastiques de l’Antiquité tardive.

## Biographie

### Jeunesse
Né à Antioche vers 393, Il fut voué dès sa naissance à la vie religieuse par sa mère, restée longtemps sans enfant. Élevé par deux moines nommés Macédonius et Pierre, Il entra très jeune dans le clergé. Vers 416, à vingt-trois ans, ses deux parents étant morts, il distribua la fortune familiale aux pauvres et entra au monastère de Nicerte, près d'Apamée, où il resta sept ans. En 423, il fut élu évêque de Cyr, petit diocèse dépendant de la métropole d'Hiérapolis (ou Mabboug). Formé théologiquement sous les auspices de Diodore de Tarse, saint Jean Chrysostome et Théodore de Mopsueste, il comprenait à la fois le grec et le syriaque.
Comme évêque, il déploya beaucoup de zèle contre les païens, encore très nombreux dans son diocèse, et contre les hérétiques : il convertit plus de mille marcionites. Il fit brûler aussi environ deux cents exemplaires du Diatessaron de Tatien, en usage dans la région et de plus en plus considéré comme non conforme à l'orthodoxie. Ses talents de prédicateur lui assurèrent une grande renommée à travers la Syrie, et il se rendit vingt-six fois à Antioche en mission. Il déploya aussi une importante activité de fondateur d'églises nouvelles, ou de bâtiments divers dans le cadre des œuvres de son diocèse, et intervint souvent dans le domaine administratif.

### Querelle du nestorianisme

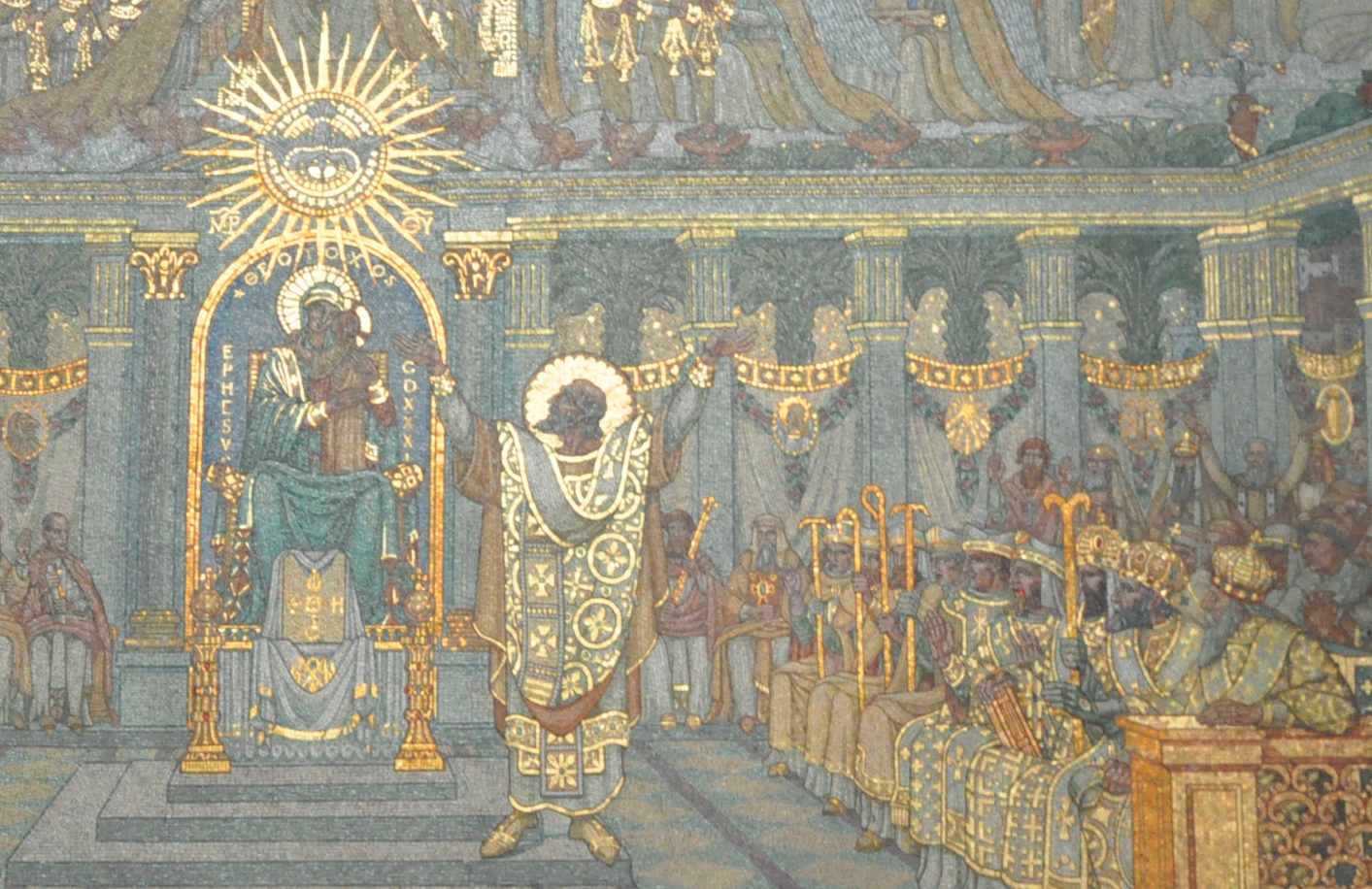
Le Concile d'Éphèse (juin-juillet 431). Cyrille d'Alexandrie est représenté proclamant la maternité divine de Marie (Theotokos) devant les évêques réunis, parmi lesquels figurait Théodoret. Détail de la mosaïque de la basilique de Fourvière de Lyon.

À partir de 430, il fut impliqué dans la querelle du nestorianisme. Au début, conjointement avec le patriarche Jean d'Antioche, il pria Nestorius de ne pas rejeter l'appellation Theotokos (« Mère de Dieu ») donnée à la Vierge Marie comme hérétique, mais au Concile d'Éphèse (juin-juillet 431), où Nestorius fut condamné et déposé avant l'arrivée de la délégation antiochienne, il participa avec Jean d'Antioche à la riposte qui consista à jeter l'anathème contre saint  Cyrille d'Alexandrie, instigateur du concile, et à proclamer sa déposition. Mais Cyrille ayant imposé ses vues avec le soutien de l'empereur, Théodoret devint ensuite un ardent opposant aux décrets du concile, niant jusqu'à la fin de sa vie que Nestorius ait jamais affirmé l'existence de deux personnes en Jésus-Christ. En 433, le Symbole d'Union permit la réconciliation officielle des patriarches d'Antioche et d'Alexandrie, mais Théodoret, qui aurait participé à sa rédaction, refusa d'y souscrire, exigeant le retrait de la condamnation de Nestorius. Ensuite, ce ne fut qu'en 435 que Théodoret renoua avec Jean d'Antioche, qui lui accorda le droit de ne pas reconnaître la condamnation. En 436, Théodoret publia une Réfutation (Άνατροπή) des anathèmes anti-nestoriens de Cyrille, qu'il accusait d'apollinarisme, et qui répondit par une Apologie.
En 437, la querelle prit une nouvelle ampleur quand Cyrille affirma publiquement que l'hérésie nestorienne avait pour source les enseignements de Diodore de Tarse, Théodore de Mopsueste et de toute l'École théologique d'Antioche. Le degré d'âpreté qu'atteignirent alors les échanges entre les deux partis est particulièrement illustré par deux textes (une lettre et un discours) rédigés par Théodoret après la mort de Cyrille (444). Le successeur de ce dernier, Dioscore, lié à l'abbé constantinopolitain Eutychès et à l'eunuque Chrysaphios, favori de l'empereur Théodose II, obtint un décret déposant Théodoret de son siège. Dans un nouveau concile appelé par la tradition romaine « Brigandage d'Éphèse » (août 449), le patriarche d'Antioche, Domnus II, lui-même, et plusieurs autres évêques syriens dont Théodoret, furent condamnés et déposés. Théodoret se retira dans son ancien monastère de Nicerte, près d'Apamée. On a conservé la lettre qu'il adressa alors au pape Léon Ier pour dénoncer ce coup de force.
Après la mort de l'empereur Théodose II (28 juillet 450), Théodoret fut autorisé à séjourner à nouveau dans son diocèse. Au Concile de Chalcédoine (octobre 451), il fut pleinement réintégré comme évêque à la huitième session (26 octobre), après avoir souscrit à un anathème contre « la doctrine attribuée à » (?) Nestorius. Il apparaissait alors comme le champion de l'École d'Antioche. On possède une lettre du pape Léon Ier à Théodoret, postérieure au Concile de Chalcédoine, où il encourage l'évêque syrien à coopérer pleinement à la mise en œuvre des décisions de cette assemblée. Cependant, on ignore quel fut le parcours de Théodoret dans les années suivantes, s'il reprit ses fonctions d'évêque ou s'il resta dans son monastère de Nicerte, et on ne connaît pas non plus l'année exacte de sa mort.
Certains des écrits de Théodoret furent à nouveau condamnés un siècle plus tard  au concile de Constantinople de 553 (au cours de la controverse dite des « Trois Chapitres »). Ce n'est qu'au Troisième concile de Constantinople (680-681) que l'évêque fut définitivement réhabilité.

## Œuvres
Théodoret de Cyr est l'auteur d'une œuvre écrite abondante, dont une partie est cependant perdue.

### Textes conservés
- Ouvrages apologétiques
  - Thérapeutique des maladies helléniques, en douze livres, ouvrage composé avant 437, le dernier et le plus ample traité apologétique contre les païens de l'Antiquité chrétienne ;
  - Discours sur la Divine Providence, recueil de dix sermons sur l'action de la Providence dans le monde ;
- Ouvrages dogmatiques
  - Exposition de la foi droite, attribué précédemment à un Pseudo-Justin :
  - De sancta et vivifica Trinitate et De Incarnatione Domini, deux traités dogmatiques ;
  - Réfutation des douze anathèmes [de Cyrille d'Alexandrie], c'est-à-dire l'Άνατροπή de 431, ouvrage condamné en 553 mais restituable à partir de la réponse de Cyrille (Apologie contre Théodoret) et (en latin) de Marius Mercator ;
  - Pentalogos, cinq livres contre Cyrille, de 431, condamnés également en 553, dont il ne reste que des fragments ;
  - Eranistês (Le convive cotisant), suite de trois dialogues, composés en 448, entre un chrétien orthodoxe et un mendiant importun qui n'est autre qu'Eutychès ; conclusion sous forme d'une série de propositions définissant la doctrine orthodoxe ;
- Ouvrages exégétiques
  - Commentaires sur des textes bibliques : le Livre des Psaumes, le Cantique des Cantiques, les Grands prophètes, les Petits prophètes et les Épîtres de Paul ;
  - un ensemble de brefs traités sous forme de questions-réponses sur des passages précis des livres de l'Octateuque, des Livres des Rois et des Livres des Chroniques ;
- Ouvrages historiques
  - Histoire ecclésiastique, en cinq livres, continuation de celle d'Eusèbe de Césarée de 325 à 429;
  - Vie de trente solitaires (ou Histoire des moines de Syrie, ou Histoire philothée, ou en latin Historia religiosa) recueil des biographies de trente ascètes syriens (dont dix contemporains) ; conclu par un traité intitulé La divine charité ;
  - Résumé des fables hérétiques, en cinq livres, les quatre premiers étant une liste de toutes les hérésies et le dernier un exposé de la foi orthodoxe, ouvrage qui préfigure De Haeresibus de Jean Damascène[3] ;
- Correspondance : 232 lettres connues actuellement, alors que Nicéphore Calliste Xanthopoulos en connaissait plus de 500 au XIVe siècle.

### Textes perdus
- un Opus mysticum en douze livres ;
- des Réponses à des questions de mages perses (mentionnées dans les lettres 82 et 113) ;
- cinq Éloges de Jean Chrysostome (recensés, avec des citations, dans le codex 273 de la Bibliothèque de Photius) ;
- de très nombreux sermons.

### Éditions
- CPG 6200-6288
- Édition en cinq tomes au XVIIe siècle par Jacques Sirmond et Jean Garnier ;
- PG vol. 80 à 84

### Traductions
- Collection Sources chrétiennes aux éditions du Cerf : 
  - Histoire ecclésiastique, vol. 501 (livres I et II, bilingue), vol. 530 (livres III à V, bilingue);
  - Histoire des moines de Syrie, vol. 234 (I-XIII, bilingue), vol. 257 (XIV-XXX et Traité sur la charité, bilingue) ;
  - Thérapeutique des maladies helléniques, vol. 57-1 (livres I à VI, bilingue), vol. 57-2 (livres VII à XII, bilingue) ;
  - Correspondance, vol. 40 (47 lettres, bilingue), vol. 98 (95 lettres, bilingue), vol. 111 (51 lettres, bilingue), vol. 429 (36 lettres des collections conciliaires) ;
  - Commentaire sur Isaïe, vol. 276 (sections I-III, bilingue), vol. 295 (sections IV-XIII, bilingue), vol. 315 (sections XV-XX, bilingue).
- Théodoret de Cyr, Questions sur la Genèse, trad. du grec, introduction et notes de Sophie de Cumond, Paris, Les Belles Lettres, coll. Bibliothèque de l'Orient chrétien, n°8, 270 p., 2025  (ISBN 978-2251457253)

## Écrits
Théodoret, évêque de Cyr, en Syrie ancienne, a laissé une œuvre considérable, aussi bien historique qu'exégétique et théologique. Accusé d'hérésie, il a été réhabilité en 680.